# B.o.B Presents: The Adventures of Bobby Ray
B.o.B Presents: The Adventures of Bobby Ray —en español: B.o.B presenta: las aventuras de Bobby Ray— es el álbum debut del rapero estadounidense B.o.B, publicado el 27 de abril de 2010 .Cuenta con colaboraciones de Eminem, T.I y Hayley Williams, entre otros. El trabajo está producido por el propio B.o.B.

## Lista de canciones
| N.º | Título                                                                | Productor(es)           | Duración |  |
| 1.  | «Don't Let Me Fall»                                                   | Bobby Ray               | 4:35     |  |
| 2.  | «Nothin' on You» (featuring Bruno Mars)                               | The Smeezingtons        | 4:30     |  |
| 3.  | «Past My Shades» (featuring Lupe Fiasco)                              | Crada                   | 3:34     |  |
| 4.  | «Airplanes» (featuring Hayley Williams of Paramore)                   | Alex da Kid, DJ Frank E | 3:01     |  |
| 5.  | «Bet I» (featuring T.I. & Playboy Tre)                                | A.D. & Kutta            | 4:18     |  |
| 6.  | «Ghost in the Machine»                                                | Bobby Ray               | 4:53     |  |
| 7.  | «The Kids» (featuring Janelle Monae)                                  | Alex da Kid             | 3:27     |  |
| 8.  | «Magic» (featuring Rivers Cuomo of Weezer)                            | Dr. Luke                | 3:16     |  |
| 9.  | «Fame»                                                                | JackPot, Jim Jonsin     | 3:42     |  |
| 10. | «Lovelier Than You»                                                   | Bobby Ray               | 4:05     |  |
| 11. | «5th Dimension» (featuring Ricco Barrino)                             | Lil' C                  | 3:24     |  |
| 12. | «Airplanes, Part II» (featuring Eminem & Hayley Williams of Paramore) | Alex da Kid, DJ Frank E | 5:19     |  |

| Bonus tracks |                        |               |          |  |
| N.º          | Título                 | Productor(es) | Duración |  |
| 13.          | «Letters from Vietnam» | Free School   | 4:13     |  |
| 14.          | «I See Ya»             | Ensayne Wayne | 3:18     |  |